# Ramón Heredia
Ramón Armando Heredia Ruarte, Cacho Heredia, (Córdoba, Argentina, 26 de febrero de 1951) es un entrenador y exjugador de fútbol. Como jugador, siempre en la posición de defensa, fue internacional en 27 ocasiones con la Selección argentina, con la que disputó el Mundial de Alemania 1974.

## Trayectoria

### Jugador
Los inicios como jugador de Cacho Heredia tuvieron lugar en el San Lorenzo de Almagro, al que se incorporó en 1969, con dieciocho años. Allí permaneció cuatro años, en los que San Lorenzo obtuvo los dos títulos nacionales en 1972: el Metropolitano y el Nacional, además de realizar una buena actuación en la Copa Libertadores de 1973.
Tras disputar con San Lorenzo un total de 119 encuentros en los que anotó 19 goles, es traspasado en 1973 al Atlético de Madrid, en España.
Heredia se incorpora al conjunto madrileño en uno de sus momentos de mayor éxito. Con el Atlético disputa 77 encuentros de Liga, en los que anota 9 goles, en un total de cuatro temporadas ganando tres títulos: la Copa Intercontinental de 1974, la Copa del Rey de 1976 y la Liga Española 1976/1977.
En 1977 es traspasado al Paris Saint-Germain. En la Liga Francesa jugará durante dos temporadas, en las que participa en un total de 22 encuentros, marcando un gol, retornando en 1979 a Argentina, donde se especuló con su pase a Rosario Central, aunque finalmente acabó fichando por un equipo modesto, el Sarmiento de Junín, en el que tras dos temporadas dio por finalizada su carrera como jugador en 1981.

#### Selección nacional
Entre 1970 y 1975 Heredia fue internacional en veinte ocasiones con la Selección nacional argentina, anotando dos goles. Con la albiceleste disputó el Mundial de Alemania 1974, en el que jugó seis partidos y marcó un gol.
Los encuentros disputados por Heredia en la Copa del Mundo son los siguientes:
| Fecha      | Estadio              | Ciudad                   | Partido   | Partido | Partido              |
| ---------- | -------------------- | ------------------------ | --------- | ------- | -------------------- |
| 15/06/1974 | Neckarstadion        | Stuttgart                | Polonia   | 3:2     | Argentina            |
| 19/06/1974 | Neckarstadion        | Stuttgart                | Argentina | 1:1     | Italia               |
| 23/06/1974 | Olímpico             | Múnich                   | Argentina | 4:1     | Haití                |
| 26/06/1974 | Parkstadion          | Gelsenkirchen            | Holanda   | 4:0     | Argentina            |
| 30/06/1974 | Niedersachsenstadion | Hannover                 | Argentina | 1:2     | Brasil               |
| 03/07/1974 | Parkstadion          | Gelsenkirchen (Alemania) | Argentina | 1:1     | Alemania Democrática |

### Participaciones en Copas del Mundo
| Mundial                        | Sede     | Resultado     | Partidos | Goles |
| ------------------------------ | -------- | ------------- | -------- | ----- |
| Copa Mundial de Fútbol de 1974 | Alemania | Segunda ronda | 6        | 1     |

### Entrenador
Una vez que puso fin a sus años como jugador, Cacho Heredia comenzó a desempeñar labores técnicas, en la que en la temporada 1992/93 comenzó dirigiendo al CD Toledo, pasando a continuación a hacerlo en el Real Ávila. Antes de finalizar esa misma temporada fue fichado por Jesús Gil para hacerse cargo del banquillo del Atlético de Madrid tras el cese de José Omar Pastoriza, aunque contó con la oposición de la plantilla de jugadores.
Pese a ello, un año más tarde volvió a ser llamado a ocupar de forma interina el puesto de entrenador del Atlético tras el cese de Jair Pereira en la 1993/94. En ambas campañas dirigió un total de quince partidos al equipo rojiblanco en la Primera División de España.
Daría así comienzo a una relación de clubes a los que dirigió en España, como el Cádiz Club de Fútbol, UD San Pedro, Real Jaén, y Club Deportivo Móstoles, último club al que dirigió en España antes de retornar a Argentina, donde quiere proseguir su carrera como entrenador.

## Clubes

### Jugador
| Club                      | País      | Año       |
| ------------------------- | --------- | --------- |
| CA San Lorenzo de Almagro | Argentina | 1969-1973 |
| Atlético de Madrid        | España    | 1973-1977 |
| París Saint-Germain       | Francia   | 1977-1979 |
| CA Sarmiento de Junín     | Argentina | 1979-1981 |

### Entrenador
| Club               | País   | Año       |
| ------------------ | ------ | --------- |
| Real Murcia C. F.  | España | 1991-1992 |
| U.D. Almería       | España | 1992-1993 |
| Atlético de Madrid | España | 1993-1994 |
| Cádiz CF           | España | 1994-1995 |
| Mallorca           | España | 1995-1997 |
| Real Oviedo        | España | 1997-1999 |
| SD Huesca          | España | 1999-2001 |

## Palmarés

### Jugador
- 1 Copa Intercontinental: 1974 (Atlético de Madrid)
- 1 Campeonato Metropolitano de Argentina: 1972 (San Lorenzo de Almagro)
- 1 Campeonato Nacional de Argentina: 1972 (San Lorenzo de Almagro)
- 1 Liga española: 1976/1977 (Atlético de Madrid)
- 1 Copa de España: 1976 (Atlético de Madrid)